# Hate Them
Hate Them är ett musikalbum av det norska black metal-bandet Darkthrone, utgivet 2003 av skivbolaget Moonfog Productions. Hate Them är Darkthrones nionde studioalbum.

## Låtlista
1. "Rust" – 6:45
2. "Det svartner nå" – 5:37
3. "Fucked Up and Ready to Die" – 3:44
4. "Ytterst i livet" – 5:25
5. "Divided We Stand" – 5:18
6. "Striving for a Piece of Lucifer" – 5:31
7. "In Honour of Thy Name" – 6:27

- Text: Fenriz (alla låtar)
- Musik: Fenriz (spår 2, 5, 7), Nocturno Culto (spår 1, 3, 4, 6)

## Medverkande
Musiker (Darkthrone-medlemmar)
- Nocturno Culto (Ted Arvid Skjellum) – sång, gitarr, basgitarr
- Fenriz (Gylve Fenris Nagell) – trummor

Bidragande musiker
- LRZ (Lars Sørensen) – elektronik

Produktion
- Darkthrone – producent
- Lars Klokkerhaug – ljudtekniker
- Tom Kvålsvoll – mastring
- Nocturno Culto – omslagsdesign
- Martin Kvamme – omslagsdesign
- Eric Syre (Éric Massicotte) – omslagskonst